# Салькове (село)
Са́лькове — село в Україні, у Генічеській міській громаді Генічеського району Херсонської області. Населення становить 105 осіб.

## Географія
Село розташоване за 198 км від обласного центру та 20 км від районного центру. Через село пролягає залізниця, на якій розташована однойменна залізнична станція та автошлях міжнародного значення М18E105.

## Населення

### Мова
Розподіл населення за рідною мовою за даними перепису 2001 року:
| Мова            | Кількість | Відсоток |
| --------------- | --------- | -------- |
| українська      | 71        | 67.62%   |
| російська       | 27        | 25.71%   |
| білоруська      | 1         | 0.95%    |
| інші/не вказали | 6         | 5.72%    |
| Усього          | 105       | 100%     |

## Історія
Село засноване у 1870 році.

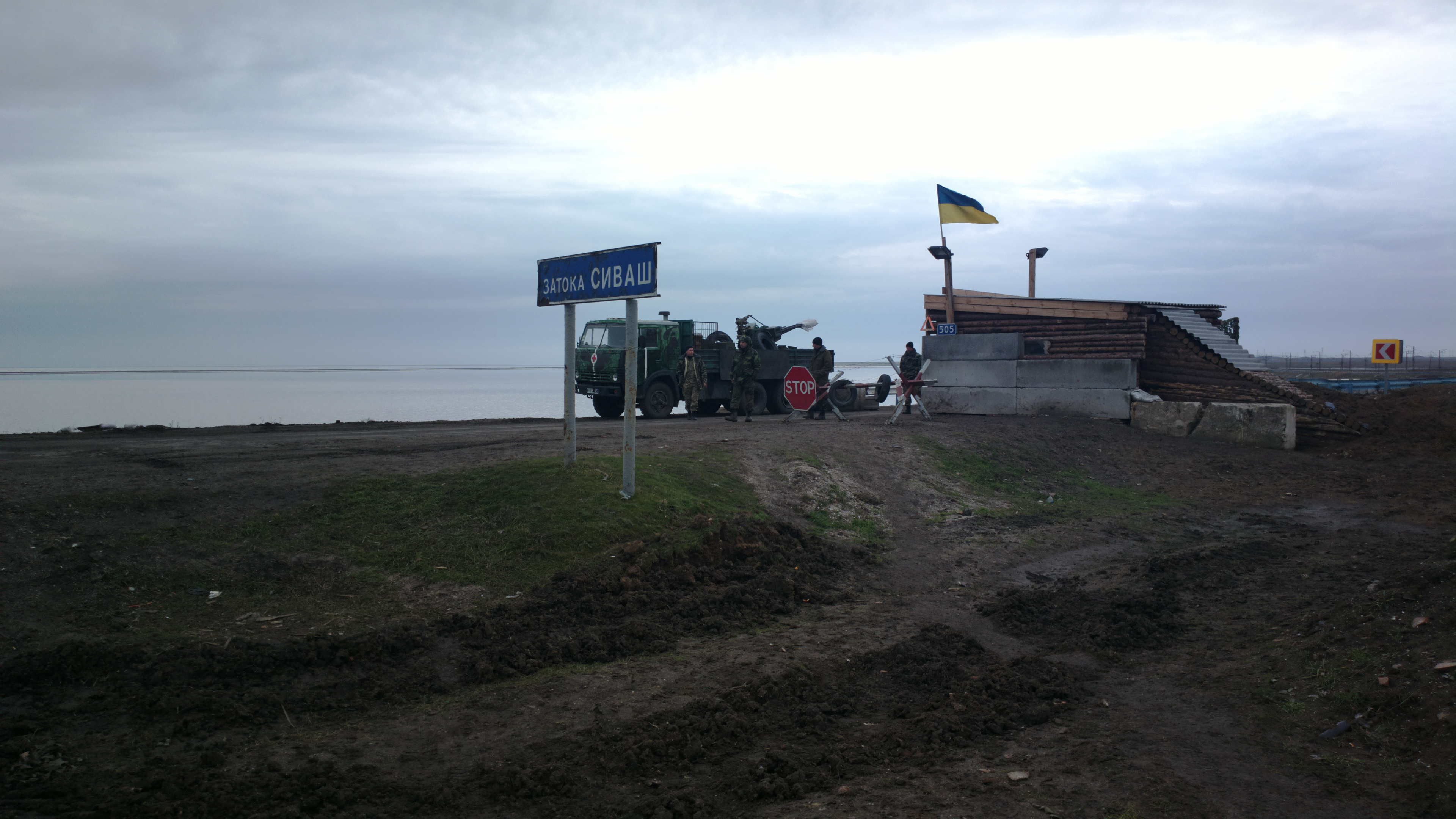
Блокпост ЗСУ біля затоки Сиваш

3 березня 2014 року, через анексію Криму російськими окупантами, в селі був встановлений блокпост.
12 червня 2020 року, відповідно до розпорядження Кабінету Міністрів України № 726-р «Про визначення адміністративних центрів та затвердження територій територіальних громад Херсонської області», село увійшло до складу Генічеської міської громади.
17 липня 2020 року, в результаті адміністративно-територіальної реформи та ліквідації  колишнього Генічеського району (1923—2020), село увійшло до складу новоутвореного Генічеського району.
З 24 лютого 2022 року, в ході широкомасштабного російського вторгнення в Україну, село тимчасово окуповане російськими загарбниками.